# Leuctra pusilla
Leuctra pusilla är en bäcksländeart som beskrevs av Krno 1985. Leuctra pusilla ingår i släktet Leuctra och familjen smalbäcksländor. Inga underarter finns listade i Catalogue of Life.